# Bela Voda (Prokuplje)
Pour les articles homonymes, voir Bela Voda.
Bela Voda (en serbe cyrillique : Бела Вода) est un village de Serbie situé dans la municipalité de Prokuplje, district de Toplica. Au recensement de 2011, il comptait 258 habitants.

## Démographie
| 1948 | 1953 | 1961 | 1971 | 1981 | 1991 | 2002 | 2011 |
| ---- | ---- | ---- | ---- | ---- | ---- | ---- | ---- |
| 215  | 223  | 205  | 176  | 252  | 232  | 207  | 258  |

|  |